# Daucus carota
La zanahoria silvestre o carrota (Daucus carota) es una especie de planta herbácea de la familia Apiaceae. Es la forma silvestre de la zanahoria (Daucus carota subsp. sativus).

## Usos de la planta
Al igual que la zanahoria cultivada, la raíz de la Daucus carota sin domesticar es comestible cuando es joven, pero rápidamente se vuelve demasiado leñosa para consumirla.[cita requerida] Las flores a veces se rebozan y fríen. Las hojas y las semillas también son comestibles.
D. carota tiene un gran parecido con la cicuta venenosa, y las hojas de la zanahoria silvestre pueden causar fitofotodermatitis, por lo que también se debe tener precaución al manipular la planta. Las semillas y las flores se han utilizado durante siglos como método anticonceptivo y abortivo. Si se utilizan como colorante, las flores dan un color cremoso blanquecino.
La D. carota, recién cortada, se tiñe o cambia de color según el color del agua en la que se encuentre. Este efecto sólo es visible en la "cabeza" o flor de la planta. Los claveles también presentan este efecto. Este fenómeno es una demostración científica muy popular en la escuela primaria.

## Beneficios
Esta planta puede utilizarse como planta de compañía para los cultivos. Como la mayoría de los miembros de la familia de las umbelíferas, atrae avispas a sus pequeñas flores en su tierra natal; sin embargo, donde se ha introducido, atrae muy pocas avispas. En el noreste de Wisconsin, cuando se introdujo con arándanos, logró atraer mariposas y avispas. También se ha documentado que esta especie aumenta la producción de tomateras cuando se mantiene cerca, y puede proporcionar un microclima de aire más fresco y húmedo para la lechuga, cuando se intercala con ella. Sin embargo, los Estados de Iowa, Míchigan y Washington ha sido catalogada como mala hierba nociva, y se considera una plaga grave en los pastos. Persiste en el banco de semillas del suelo de dos a cinco años.

## Toxicidad
El contacto de la piel con el follaje de D. carota, especialmente el follaje húmedo, puede causar irritación de la piel en algunas personas. También puede tener un efecto leve en los caballos.
El compuesto falcarinol se encuentra de forma natural en el Daucus carota como protección contra las enfermedades fúngicas. Las pruebas de laboratorio demuestran que el compuesto es tóxico para los ratones y la pulga de agua (Daphnia magna).

## Taxonomía
Daucus carota fue descrita por Carlos Linneo y publicado en Species Plantarum 1: 242, en 1753.
En 2016, un equipo internacional secuenció el genoma completo de D. carota.

#### Etimología
Véase: Daucus
carota: epíteto proveniente del vocablo latino carōta, y este del vocablo griego antiguo καρωτόν (karôton).

#### Subespecies y variedades
Comprende 23 subespecies y 3 variedades aceptadas:
- Daucus carota subsp. annuus (Bég.) Mart.Flores, D.M.Spooner y M.B.Crespo, 2020
- Daucus carota subsp. azoricus Franco, 1971
- Daucus carota subsp. cantabricus A.Pujadas, 2002
- Daucus carota subsp. capillifolius (Gilli) Arbizu, 2014
- Daucus carota subsp. caporientalis Reduron, 2019
- Daucus carota subsp. carota
- Daucus carota subsp. commutatus (Paol.) Thell., 1926
- Daucus carota subsp. corsoccidentalis Reduron, 2017
- Daucus carota subsp. drepanensis (Arcang.) Heywood, 1968
- Daucus carota subsp. fontanesii Thell., 1926
- Daucus carota subsp. gadecaei (Rouy y E.G.Camus) Heywood, 1968
- Daucus carota subsp. gummifer (Syme) Hook.f., 1884
- Daucus carota subsp. halophilus (Brot.) A.Pujadas, 2002
- Daucus carota subsp. hispanicus (Gouan) Thell., 1926 - bedelio siculo[19]
- Daucus carota subsp. major (Vis.) Arcang., 1882
- Daucus carota subsp. majoricus A.Pujadas, 2002
- Daucus carota subsp. maritimus (Lam.) Batt., 1889
- Daucus carota subsp. maximus (Desf.) Ball, 1878
- Daucus carota subsp. otaportensis Reduron, 2017
- Daucus carota subsp. rupestris (Guss.) Heywood, 1968
- Daucus carota subsp. sativus (Hoffm.) Schübl. y G.Martens, 1834 - zanahoria
- Daucus carota subsp. tenuissimus (A.Chev.) Mart.Flores, D.M.Spooner y M.B.Crespo, 2020
- Daucus carota subsp. valeriae Reduron, 2019
- Daucus carota var. abyssinicus A.Braun, 1841
- Daucus carota var. atrorubens Alef., 1866
- Daucus carota var. meriensis Reduron, 2017[1]

## Nombres comunes
- Castellano: acenoria, acenovia, anís de perro, azanahoria, azanoria, benaga, bufanaga, cancarruya, carlota, caíllo, caña moraña, cenajoria, cenoria, cenovia, guitama, guitamo, natero, paraguas, paragüicas, pastinaca, pelitre, perejilicos, rabo de gato, relumbraderas, rompesacos, sabuco, safanoria, safanovia, sombreritos, sombrillicas, zanahoria, zanahoria amarilla, zanahoria borde, zanahoria brava, zanahoria bravía, zanahoria colorada, zanahoria forrajera, zanahoria naranjada, zanahoria silvestre, zanahorias, zanoria, zanoria borde, zenahoria, zenoria, çanahoria.[20]